# Liber pantegni
El Liber pantegni (παντεχνῆ «[que abarca] todas las artes [médicas]») es un texto médico medieval compilado por Constantino el Africano (muerto antes de 1098/1099), antes de 1086. El Pantegni de Constantino ha sido llamado «el primer texto médico completamente comprensivo en latín». Había, por supuesto, un cuerpo sustancial de escritos médicos latinos circulando en Europa occidental a principios de la Edad Media, pero el Pantegni fue el primer texto en reunir, en un único lugar, una amplia gama de aprendizaje sobre anatomía, fisiología y terapéutica. Fue dedicado al abad Desiderio de Monte Cassino, antes de que se convirtiera en el papa Víctor III en 1086. En 2010, un manuscrito en la Biblioteca Real Neerlandesa de La Haya conocido por los eruditos desde principios del siglo XX, pero poco estudiado, fue reconocido como la primera copia de los Pantegni, hecha en Monte Cassino bajo la supervisión de Constantino.
El Pantegni es un compendio de la medicina helenística e islámica, en su mayor parte una traducción del árabe del Libro Real de Kitab al-Malaki —también llamado el Kitāb Kāmil aṣ-ṣinā'a aṭ-ṭibbīya, «el libro completo» o «perfecto» del arte médico— de Ali ibn Abbas al-Majusi. Se hace una distinción entre la teoría y la práctica, como se ha hecho antes en el llamado Isagoge Johannitii, un texto médico anterior que fue escrito originalmente por Hunayn ibn Ishaq. Cada parte del original de al-Majusi, Teoría y Práctica, tenía diez libros. La Teórica fue traducida en su totalidad. Sin embargo, en la versión de Constantino, la Práctica nunca se completó, tal vez debido a los daños que ocurrieron cuando Constantino trajo sus libros del norte de África a Italia. Los manuscritos existentes muestran que inicialmente había un único Practica de tres libros que estaba en circulación en la primera parte del siglo XII, consistente en el Libro I sobre el régimen, la primera mitad del Libro II sobre sustancias medicinales simples (no compuestas), y el primer tercio del Libro IX sobre cirugía. El interés en el material quirúrgico llevó a dos traductores posteriores, un musulmán convertido y un médico cristiano de Pisa, a completar la traducción del Libro IX en 1114-1115, durante un asedio a las islas Baleares.
La investigación de Monica H. Green e Iolanda Ventura ha demostrado, sin embargo, que además de los Pantegni, la Practica parece haber sido traducido por Constantino, quizás hacia el final de su vida, de lo que los eruditos habían conocido hasta ahora. Green estableció que al menos tres manuscritos del siglo XII contienen traducciones de los Libros VI y VII —sobre enfermedades del tórax y del sistema gastrointestinal, respectivamente—. Ventura no únicamente identificó la existencia de una copia manuscrita de mediados del siglo XII del décimo libro de la Práctica, el antidotarium (sobre drogas compuestas), sino que también estableció que Constantino (o un asociado) completó la traducción de la segunda mitad del Libro II de la Práctica, traduciendo la sección de medicinas simples (no compuestas).
Había, en otras palabras, trozos de al menos seis de los diez libros de los Pantegni, Practica en circulación en el siglo XII. Pero estaban dispersos y en algunos casos eran incoherentes. Un devoto del proyecto constantiniano no renunció a la meta de ver la Práctica finalmente completada. Quizás tan tarde como a principios del siglo XIII, este editor aún anónimo realizó una versión «completa» de la Práctica, reuniendo todas las secciones que Constantino había traducido él mismo y fusionándolas con extractos de varias de las otras traducciones de Constantino, —como el Viaticum y su traducción del libro de Isaac Israeli del siglo X sobre las fiebres— y entretejiéndolas en lo que pasó como el tratado completo de diez libros de al-Majusi. Este Pantegni «recreado» de veinte libros —que ahora une los diez libros de la Teórica y los diez libros recién constituidos de la Práctica— comenzó a circular en el segundo cuarto del siglo XIII y se imprimiría en 1515 con el nombre de Isaac Israeli.
En 1127, Esteban de Pisa, un notario pisano que trabajaba en el estado cruzado de Antioquía, criticó lo incompleto y la mala calidad del Pantegni de Constantino y volvió a traducir el tratado árabe de al-Majusi. Este se conocía como Liber regalis dispositionis. No obstante, el Pantegni de Constantino demostró ser un texto mucho más influyente; actualmente sobrevive en más de 100 copias manuscritas, mientras que el Liber regalis de Esteban solamente sobrevive en ocho. Además, el Pantegni sería utilizado por una variedad de compiladores y escritores médicos como fuente de información específica sobre anatomía y fisiología. La sección sobre anatomía reproductiva, por ejemplo, fue extraída a principios del siglo XII y formaría la base de las creencias sobre la generación en los siglos venideros.

## Ediciones

Omnia opera Ysaac

- Constantinus Africanus, De genitalibus membris (= Pantegni, Theorica 3.33-36), in: Monica H. Green, “The De genecia Attributed to Constantine the African,” Speculum 62 (1987), pp. 299-323, at pp. 312-323.
- Eleventh-century manuscript version Archivado el 30 de junio de 2019 en Wayback Machine. at the Koninklijke Bibliotheek, National library of the Netherlands. This is the copy made at Monte Cassino under Constantine's supervision.[14] (Pantegni pars prima theorica (lib. I-X), includes only the first part, the theorica, subdivided in 10 chapters - signature KB 73 J 6)
- Theorica Pantegni; the first part of Liber Pantegni as a facsimile and transcription of the Helsinki manuscript, which dates from the 2nd half of the 12th century. National Library of Finland, 2011, .
- Opera omnia ysaac. Ed. Andreas Turinus. Lugduni 1515; Wolfenbüttel Digital Library
- Constantini opera. Apud Henricus Petrus. Basilea 1536/39.